# خانه حسین علی تصمیم حقیقی
خانه حسین علی تصمیم حقیقی مربوط به دوره قاجار است و در شیراز، محله دروازه سعدی، بازارچه فیل، کوچه لردها واقع شده و این اثر در تاریخ ۸ مرداد ۱۳۸۱ با شمارهٔ ثبت ۶۰۶۴ به‌عنوان یکی از آثار ملی ایران به ثبت رسیده است.